# Metro d'Alger

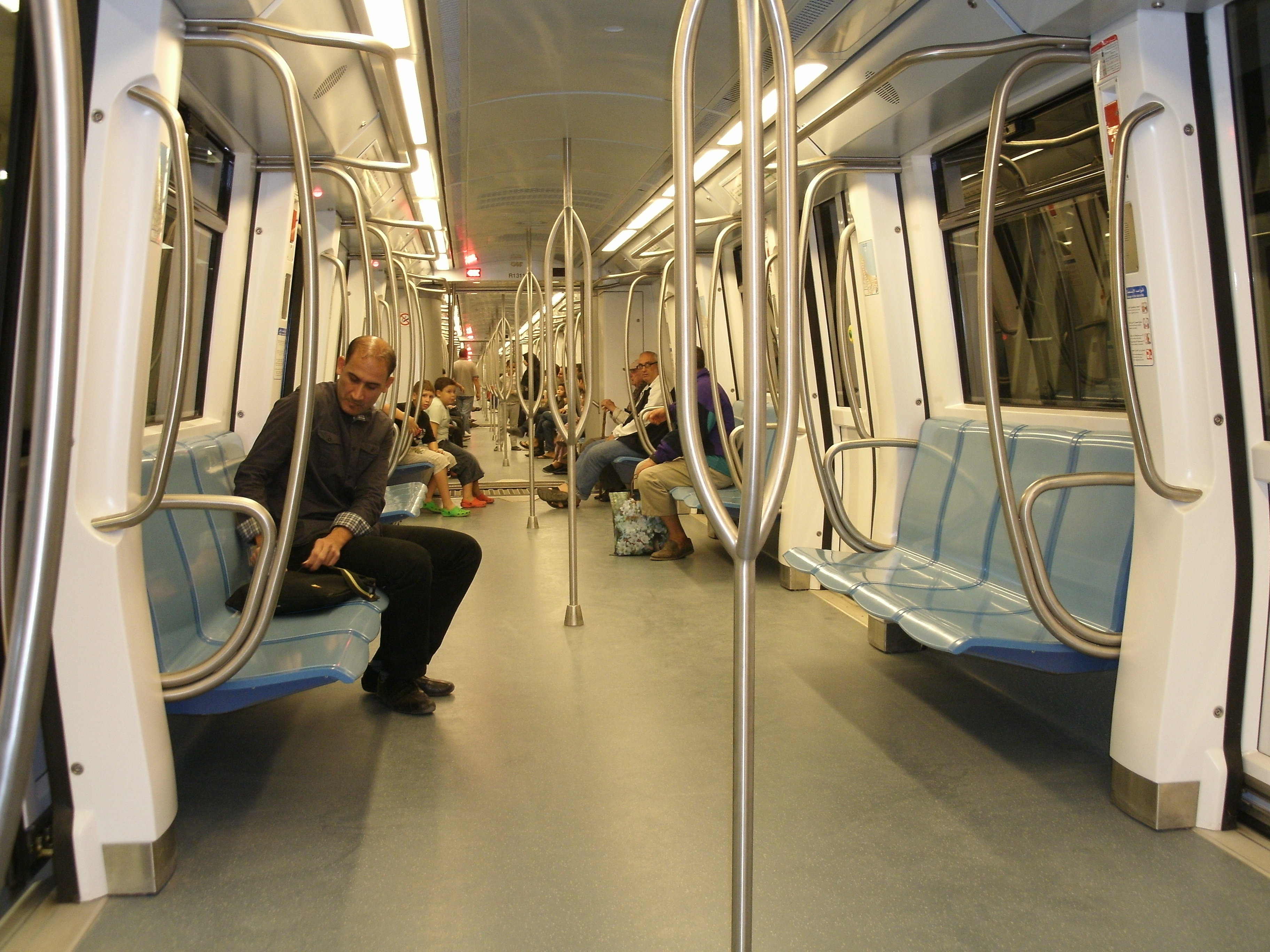
A l'interior del tren del Metro d'Alger.

El Metro d'Alger és el sistema de metro d'Alger, la capital d'Algèria. Es diu en àrab: مترو الجزائر العاصمة, Mitrū al-Jazāʾir al-ʿĀṣima, ‘i en francès: Métro d'Alger)
Les obres van començar el 1971, però a causa de diversos problemes la construcció es va retardar. La primera fase, la línia 1 de 9 quilòmetres i 10 estacions, va ser posada en servei l'1 de novembre de 2011.

## Línies

### Línia 1
Les primeres estacions de la línia 1 tenen per nom Haï El Badr, Cité Mer et Soleil, Cité Amirouche, Les Fusillés, Jardin d'Essai, Hamma, Aïssat Idir.
- Dues prolongacions de la línia estan en construcció:
  - de Haï El Badr fins Aïn Naadja
  - de Tafourah-Gran Pal fins a la Place des Martyrs (les obres d'aquest tram, de 2 estacions, han hagut de ser interrompudes, perque en les excavacions, es van descobrir unes restes arqueològiques a peu de la Casbah)[3]

#### Estacions

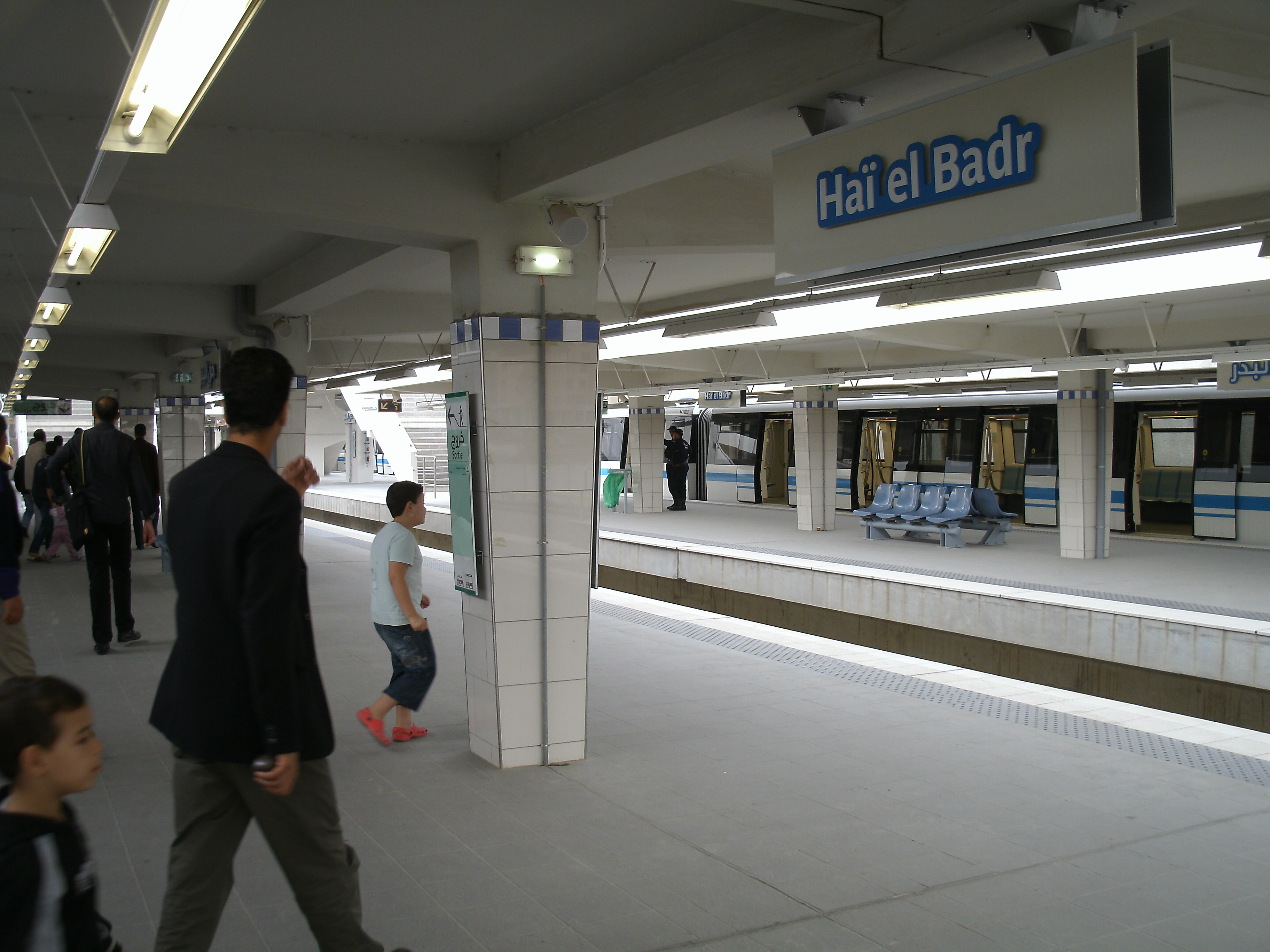
Vista d'andanes de la Haï el Badr del Metre d'Alger

| Estació             | Comunitat    | Coordenades                                        |
| ------------------- | ------------ | -------------------------------------------------- |
| Tafourah - Gran Pal | Alger Centre | 36° 46′ 19″ N, 3° 03′ 29″ E / 36.77194°N,3.05806°E |
| Khelifa Boukhalfa   | Alger Centre | 36° 45′ 59″ N, 3° 03′ 13″ E / 36.76639°N,3.05361°E |
| 1. Mai              | Sidi M'Hamed | 36° 45′ 38″ N, 3° 03′ 19″ E / 36.76056°N,3.05528°E |
| Aïssat Idir         | Sidi M'Hamed | 36° 45′ 24″ N, 3° 03′ 31″ E / 36.75667°N,3.05861°E |
| Hamma               | Belouizdad   | 36° 45′ 11″ N, 3° 03′ 59″ E / 36.75306°N,3.06639°E |
| Jardin d'essai      | Belouizdad   | 36° 44′ 49″ N, 3° 04′ 20″ E / 36.74694°N,3.07222°E |
| Els Fusillés        | Hussein Dey  | 36° 44′ 32″ N, 3° 04′ 59″ E / 36.74222°N,3.08306°E |
| Cité Amirouche      | Hussein Dey  | 36° 44′ 16″ N, 3° 05′ 39″ E / 36.73778°N,3.09417°E |
| Cité Mer et Soleil  | Hussein Dey  | 36° 44′ 00″ N, 3° 06′ 04″ E / 36.73333°N,3.10111°E |
| Haï El Badr         | El Magharia  | 36° 43′ 31″ N, 3° 06′ 08″ E / 36.72528°N,3.10222°E |
|                     |              |                                                    |

### Futures línies
S'han previst més extensions de la línia 1, així com altres dues línies de metro:
- La línia 2, de 15 estacions, sortirà de Tafourah-Gran Pal cap a Bordj El Kiffan o Donar El Beïda
- La línia 3, d'11 estacions, enllaçarà Hussein Dey amb Dely Ibrahim